# Henri-Frédéric Blanc
Henri-Frédéric Blanc (Marsella, 22 de diciembre de 1954-23 de enero de 2025) fue un poeta, novelista y dramaturgo francés. También cuentista y autor de panfletos.
Escritor de estilo satírico y barroco, es uno de los jefes de fila, junto con Gilles Ascaride, de l'Overlittérature (Overliteratura), un movimiento literario contestatario que publica textos sarcásticos y grotescos marcados por un "realismo burlesco", según queda dicho en el blog oficial, para dar un nuevo aire a la literatura francesa, una literatura atrapada entre el efectismo y el minimalismo. Así es indicado en una reseña sobre uno de sus libros más mordaces: Le discours de réception du diable à l'Académie Française (Discurso de recepción del diablo en la Academia Francesa): "una literatura vacía y minimalista en la que las palabras nada significan, en la que toda idea queda proscrita; toda audacia diferente al efectismo, evitada. Una literatura de coche-camas y salas de espera".

## Biografía
Henri-Frédéric Blanc nació el 22 de diciembre de 1954 en Marsella (Francia), ciudad en la que reside actualmente desde 2012, luego de haber vivido en Aix-en-Provence. Hizo sus estudios de primaria y bachillerato en el liceo Saint-Charles y luego en 1972 se inscribió en la Facultad de Letras de la Universidad Aix-Marseille. En 1981 terminó su doctorado en letras en la misma universidad. Sin embargo, optó por alejarse de la actividad académica, de la enseñanza y de la investigación y realizó diferentes trabajos (guía turístico, librero, cajero, vigilante nocturno, vigilante de incendios forestales, etc.) para poder dedicarse de lleno a la escritura.
En 1989, la editorial Actes Sud publicó su primera novela intitulada L'Empire du Sommeil (El imperio del sueño). Esta novela fue poco después traducida al inglés por Nina Rootes y publicada en Londres por Secker and Warburg en 1992 bajo el título de The Empire of Sleep.
Desde entonces han seguido una treintena de obras algunas de las cuales han sido exitosamente adaptadas al teatropara festivales de teatro como el Festival de Aviñón (Nuit gravement au salut, Discours de réception du diable à l'Académie Française, Printemps dans un jardin des fous) o llevadas a las pantallas (Combat de fauves au crépuscule, Jeu de massacre, Le Dernier Survivant de Quatorze). De la misma manera, sus libros han sido traducidos a otras lenguas diferentes al inglés tales como el coreano, el español, el portugués, el alemán, el italiano, entre otras.
Según Henri-Frédéric Blanc, no se puede amar la vida sin detestar un mundo que se deshumaniza a ojos vistas. Pero esta detestación debe ser alegre, festiva, carnavalesca. Es a través de la FARSA, omnipresente en toda la obra del autor, que llega la verdad. En el universo de Blanc, aunque pueda llegar a ser muy negro, el paraíso es reclamado a cada página.

## Sobre su obra
Uno de sus personajes más excéntricos y lúcidos, Barnabé Cochin, se desconfía de las palabras puesto que ponen un estorboso velo entre nosotros y el mundo: "Las palabras, hay que desconfiarse de ellas tanto como del correo. Ladrillos de una tapia que nos esconde la realidad desnuda, eso son las palabras". Sin embargo, esto no es óbice para que el autor marsellés se deleite con las palabras, a tal punto que no solo sus textos están llenos de ocurrentes juegos de la palabras sino que allí aparecen palabras que no ha dudado en inventar.
No sería raro que este prolífico autor de endiablada imaginación estuviera de acuerdo con Cochin o incluso con Jean Babaye, otro de sus personajes, poeta marsellés siempre ebrio, cuya obra capital fue el silencio. Pero Henri-Frédéric Blanc, escritor satírico y rabelesiano, ama las palabras que sacuden, que incomodan, que despiertan del sopor de la costumbre. Con palabras filosas, rompe tanta palabrería vacía que a fuerza de disimular se convierte en una simulación de la realidad. Con palabras explosivas, mina la algarabía académica que pone etiquetas, uniformiza y excluye. Las hablas locales y las identidades regionales han sido víctimas de esto.
En su trabajo literario, con el que quiere renovar una literatura atascada en hábitos estéticos, el autor no pasó por alto la riqueza lingüística de su región como lo indica Boura en su Diccionario de escritores marselleses: "él se dedicará a explorar la riqueza de esta lengua en la que abundan los idiolectos, a experimentar sus infinitas posibilidades ". Sin embargo no es un autor regionalista. De hecho, no soporta los -ismos que tienden a establecer límites y los límites reducen las cosas, como cuando la gente de afuera (y también del interior de Francia) piensa que Francia es únicamente París.
Al contrario, explora el habla marsellesa en sus obras para mostrar que no hay una sola forma de hablar. Con sus cagoles (personaje femenino, dicharachero, vivaz y soez, típico de marsella), sus zánganos místicos, sus locos de barrio y sus truhanes, quiere reivindicar "la validez del barbarismo, del neologismo y del solecismo marsellés". Sus textos dan una voz a los que se mantienen al margen o a los que han sido marginalizados.
El autor atraviesa libremente los límites oficialmente establecidos entre los géneros literarios. En sus novelas y cuentos, interrumpe a menudo la narración para dirigirse al lector o para hacer largos comentarios sarcásticos sobre temas sensibles, para, en una palabra, poner el dedo en la llaga. Muchos de sus poemas son en realidad aforismos muy cortos e incisivos, culminación de una lucha encarnizada para desembarazarse de palabras o instantáneas, durante una caminada,  que rivalizan con el silencio y que le hurtan un poco de magia al olvido de nuestra cotidianidad.
Talentoso parodista, ha escrito cómicos pastiches de varias obras clásicas, en los que los personajes, sus acciones y sus discursos se salen de control. El orden establecido por la interpretación oficial de estas obras, por sus discurso y verdades, es subvertido en estas variaciones carnavalescas  en las que todo esta permitido, en las que las sandeces dichas pueden ser más verdaderas que las manipulaciones de lo que aparentemente es razonable, en las que las locuras de la realidad son abiertamente reprendidas, en las que se pueden mezclar los registros y en las que cualquier fulano puede convertirse en el héroe, el modelo, el filósofo... De esta manera, el Discours sur l'universalité de l'esprit marseillais  (Discurso sobre la universalidad del espíritu marsellés) (2005) evoca, de manera burlesca y tergiversando lúcidamente las cosas, el texto De la universalidad de la lengua francesa de Rivarol. Sidi (2006) es una escritura marsellesa y contemporánea del Cid de Corneille. Mémoires d'un Singe Savant (Memorias de un simio sabio) (2009) recuerda a Kafka. Le livre de Jobi (El Libro de Jobi) (2010) recuerda al texto bíblico del Antiguo Testamento y Ainsi parlait Frédo le Fada (Así hablaba Fredo el Chiflado) (2012) es una parodia a la vez del famoso texto de Nietzsche y de los libros de sabiduría y autosuperación.

## Obras

### Novelas
- Cagoles blues suivi de L'art d'aimer à Marseille, Le Fioupélan, 2014

- Ainsi parlait Fredo Le Fada, Le Fioupélan, 2012

- Le livre de Jobi, Le Fioupélan, 2010 (Premio Prix des Marseillais 2011)

- Mémoires d'un singe savant, Le Fioupélan, 2009 (adaptada al teatro)

- La théorie de la paella générale, Le Rocher, 2008

- L'évadé du temps, Le Rocher, 2007

- Les pourritures terrestres, Le Rocher, 2005

- La mécanique des anges, Le Rocher, 2004; Motifs, 2008

- Sous la dalle, Le Rocher, 2002; Motifs, 2005 (Traducido al español como Bajo Tierra y publicada por la editorial La Fábrica en 2003)

- Discours de réception du Diable à l'Académie française, Le Rocher, 2002

- Écran noir, Flammarion, 2001

- Fenêtre sur jungle, Flammarion, 1999 (adaptada al teatro)

- Cloaque, Fleuve noir, 1998 ; L'Ecailler, 2007 ; traducción italiana publicada por Carta Canta

- Extrême-fiction, Actes Sud, 1997

- Nuit gravement au salut, Actes Sud, 1995 ; traducción alemana publicada por Fischer (adaptada al teatro)

- Le lapin exterminateur, Titanic, 1994, Motifs, 1999  ; traducción alemana publicada por Fischer

- Démonomanie, Actes Sud, 1993. Pocket 1995. Traducción alemana publicada por Fischer. Traducción al danés publicada por Gyldendal. Traducción en turco publicada por Can. (adaptada al teatro)

- Jeu de massacre', Actes Sud, Pocket, 1993 Traducción en alemán publicada por Eichborn y por Fischer. Traducción al italiano publicada por Giunti. Traducción al turco publicada por Can. Adaptada para  televisión por Jean-Teddy Filippe, Arte, 1996. Adaptada al teatro

- Combat de fauves au crépuscule, Actes Sud, 1990; reediciones en 1993 y 1997. Pocket, 1991 y 1997. Traducción al alemán, italiano y japonés (Shinchosha), al chino (Crown Publishing Company, Taïwan), danés, turco, griego, portugués (Livros Horizonte), coreano (The Open Books Co). Adaptado al cine por Benoît Lamy, 1997, actores principales Richard Bohringer y Ute Lemper. Adaptación cinematográfica pirata par Mustafa Altioklar, 1999 (Turquía). Varias adaptaciones teatrales.

- L'empire du sommeil, Actes Sud, 1989. reedición: 1993. Traducción al inglés (Secker & Warburg, poche : Minerva), al alemán, al italiano (Giunti y Ondoya), japonés, chino, danés, turco y coreano

### Cuentos, relatos y monólogos
- Jean Babaye, des gros mots au grand silence, Revue des Archers, n° 23, 2013

- Mise au ban, L'Écailler, 2008

- Printemps dans un jardin de fous, Le Rocher, 2004 (adaptado al teatro)

- Le plus commun des mortels, in Meurtres sur un plateau, L'Écailler, 2003

- 5397 in Bleu Blanc Sang, Fleuve noir, 2002 (adaptado al cine por Luis Fernández)

- Extase terminale, in Noir comme Eros, La Bartavelle Éditeur, 2000

- Le dernier survivant de quatorze, Le Rocher, 1999 (adaptado al cine por Jean-Marc Surcin, France 2, 2000 ), adaptado varias veces al teatro.

### Cómics
- CQFD, Casterman, 2002 (dibujos de Fabrice Avrit)

### Théâtro
- Les Cochonks, Revue des Archers, n° 18, 2010
- Sidi, Titanic, 1997; Le Rocher, 2006

### Otros
- L'art d'aimer à Marseille, L'Écailler, 2006
- Discours sur l'universalité de l'esprit marseillais, L'Écailler, 2005
- Discours de réception du Diable à l'Académie française, Le Rocher, 2002

### Poesía
- Cirque Univers, Titanic, 1998; Premio Prix Paul-Verlaine, 1999